# Robert de Dunstanville
Robert de Dunstanville († 1166 oder 1167) war ein anglonormannischer Ritter und Höfling, der zeitweise als Royal Steward diente.
Robert de Dunstanville entstammte der anglonormannischen Familie Dunstanville, einer Familie des Ritterstandes, die unter anderem Besitzungen in Wiltshire besaß. Er stand im Dienst des wohl nicht mit ihm verwandten Reginald de Dunstanville, einem unehelichen Sohn von König Heinrich I. Durch diesen und durch seine Familie kam er während der Anarchie in das Gefolge der Kaiserin Matilda. Sowohl für die Kaiserin wie auch für ihren Sohn, den späteren König Heinrich II. bezeugte er zahlreiche Urkunden. In einer Urkunde von Heinrich II. wird Robert als Royal Steward bezeichnet. Mitte der 1150er Jahre belohnte ihn der König, indem er ihm die Einkünfte aus Gütern in Heytesbury in Wiltshire übergab, die etwa £ 40 jährlich betrugen. Ab etwa 1160 erhielt Robert dazu Einkünfte aus Colyton in Devon, die etwa £ 20 pro Jahr betrugen. In seinem Testament machte Robert der Monkton Farleigh Priory in Wiltshire Schenkungen. Seine Erben wurde sein Neffe Walter I.